# Dave Ragone
David Patrick Ragone (Middleburg Heights, 3 ottobre 1979) è un ex giocatore di football americano e allenatore di football americano statunitense.
Attualmente allena i quarterback dei Los Angeles Rams della National Football League (NFL). Al college ha giocato a football all'Università di Louisville.

## Carriera

### Giocatore
Ragone fu scelto nel corso del terzo giro del Draft NFL 2003 dagli Houston Texans, giocando nella sua prima stagione due partite come titolare al posto di David Carr. Nel 2005, Ragone fu nominato MVP offensivo della NFL Europa guidando i Berlin Thunder al World Bowl XIII. Ragone fu successivamente svincolato dai Texans e passò ai Cincinnati Bengals il 6 maggio 2006. Nel giugno 2006, i Bengals scambiarono Ragone coi St. Louis Rams, i quali lo svincolarono prima dell'inizio della stagione 2006.

## Vittorie e premi
- MVP offensivo della NFL Europa

## Statistiche nella NFL
| Partite totali      | 2    |
| Partite da titolare | 2    |
| Yard passate        | 135  |
| Touchdown           | 0    |
| Intercetti          | 1    |
| Passer rating       | 47,4 |